# Alieu Fadera
Alieu Fadera (* 3. November 2001 in Fajara) ist ein gambischer Fußballspieler, der als Mittelfeldspieler für Como 1907 spielt.

## Karriere

### Vereinskarriere
Faderas Ankunft beim slowakischen Fortuna-Liga-Klub FK Pohronie wurde am 6. März 2020 auf der Website des Klubs bekannt gegeben. Sein Debüt verzögerte sich aufgrund einer Verschiebung der Spiele aufgrund der Coronavirus-Pandemie.
Er wurde Pohronies bester Torschütze in der Saison 2020–2021, gleichauf mit James Weir mit jeweils fünf Toren.
Am 3. August 2021 wurde bekannt gegeben, dass Fadera einen Vierjahresvertrag mit SV Zulte Waregem unterzeichnet hat. Er wurde für seine Athletik und Körperlichkeit sowie seine Vielseitigkeit im Angriff gelobt.
Fadera und Zulte stiegen am Ende der Saison 2022/23 ab, und der Zweitplatzierte der Liga, Racing Genk, verpflichtete ihn später im Sommer.
Mitte August 2024 wechselte Fadera nach Italien zu Aufsteiger Como 1907 in die Serie A.

### Internationale Karriere
Im März 2021 erhielt Fadera eine Nominierung für die gambische Nationalmannschaft für zwei Qualifikationsspiele zum Afrika-Cup 2022 gegen Angola und die DR Kongo. Im Einklang mit den FIFA-Bestimmungen entschied sich Pohronie, Fadera nicht für internationale Spiele freizustellen, da Bedenken hinsichtlich der COVID-19-Pandemie und der daraus resultierenden Quarantäneauflagen bestanden, die Fadera von wichtigen Spielen der Abstiegsgruppe ausschließen würden.